# Romeesh Ivey
Romeesh Ivey (Arraiján, Panamá Oeste, 14 de julio de 1994) es un futbolista panameño. Juega de mediocampista en el FC Spartak Varna de la A PFG de Bulgaria. 

## Trayectoria

### Alianza FC
Se formó en las categorías inferiores del Alianza FC y su debut profesional fue en la Primera División de Panamá el 13 de enero de 2013 en el empate 1 a 1 contra el Atlético Chiriquí en el Estadio San Cristóbal en donde fue titular y jugó hasta el minuto 71. En la LPF Clausura 2013 jugó 11 partidos, en la LPF Apertura 2013 jugó 16 partidos y anotó 2 goles, en la LPF Clausura 2014 jugó 16 partidos y anotó 3 goles, en la LPF Apertura 2014 jugó 15 partidos y anotó 3 goles, en la LPF Clausura 2015 jugó 14 partidos y anotó 1 gol, en la LPF Apertura 2015 jugó 11 partidos y anotó 1 gol, en el año 2016 fue bajado al equipo de reservas subiendo nuevamente al primer equipo en el 2017, en la LPF Clausura 2017 jugó 9 partidos y anotó 1 gol, en la LPF Apertura 2017 jugó 16 partidos y anotó 2 goles y en la LPF Clausura 2018 jugó 12 partidos y anotó 3 goles.

### CA Independiente
El 1 de julio de 2018 fue anunciado como nuevo jugador del CA Independiente. Debutó con el club el 29 de julio de 2018 en la derrota 1 a 0 contra el CD Plaza Amador en el Estadio Maracaná de Panamá en donde fue titular y jugó todo el partido. En el Torneo Apertura 2018 jugó 17 partidos y anotó 3 goles, en la Liga Concacaf 2019 jugó 4 partidos y anotó 3 goles en donde fue eliminado en los cuartos de final por el Deportivo Saprissa en un global de 4 a 2, fue campeón del Torneo Clausura 2019 en donde jugó 19 partidos y anotó 6 goles.

### Deportivo Pasto
El 9 de julio de 2019 fue anunciado como nuevo jugador del Deportivo Pasto. Debutó con el club en un partido de la Copa Colombia el 30 de julio de 2019 en la derrota 3 a 2 contra el Club Deportivo La Equidad en el Estadio Metropolitano de Techo en donde fue suplente y entró al minuto 72 por Carlos Amaya. En la Copa Colombia 2019 jugó 4 partidos y anotó 1 gol en donde llegaron hasta la semifinales, en el Torneo Finalización 2019 jugó 13 partidos y anotó 1 gol en donde quedaron en la posición catorce.

### Alianza Petrolera
El 24 de diciembre de 2019 fue anunciado como nuevo jugador del Alianza Petrolera. Debutó con el club el 12 de octubre de 2020 en la victoria 1 a 2 contra el Alianza Petrolera en el Estadio Daniel Villa Zapata en donde fue suplente y entró al minuto 61 por Cleider Alzáte. En la Copa Colombia 2020 jugó 3 partidos llegando hasta la semifinales, en el Campeonato colombiano 2020 jugó 8 partidos y anotó 1 gol en donde quedó en la posición quince.

### SFC Etar Veliko Tarnovo
El 2 de marzo de 2021 fue anunciado como jugador del SFC Etar Veliko Tarnovo. Debutó con el club el 7 de marzo de 2021 en la victoria 3 a 1 contra el FC CSKA 1948 Sofia en el Estadio Ivaylo en donde fue suplente y entró al minuto 81 por Aldaír Ferreira. En la Primera Liga de Bulgaria 2020-21 jugó 9 partidos en donde no se pudo evitar el descenso del club. En la Copa de Bulgaria 2021-22 jugó 2 partidos, en la Segunda Liga de Bulgaria 2021-22 jugó 22 partidos y anotó 5 goles hasta finales febrero de 2022 tras finalizar su préstamo.

### CA Independiente
El 6 de febrero de 2022 fue anunciado su regreso al CA Independiente tras su paso en Bulgaria. Disputó su primer partido tras su regreso el 6 de febrero de 2022 en la victoria 0 a 3 contra el Atlético Chiriquí en el Estadio San Cristóbal en fue titular y jugó hasta el minuto 61. En el Torneo Apertura 2022 solo jugó 3 partidos porque fue anunciado su cesión a un club.

### SFC Etar Veliko Tarnovo
El 28 de febrero de 2022 fue anunciado su regreso al SFC Etar Veliko Tarnovo. Disputó su primer partido tras su regreso el 6 de abril de 2022 en la 0 a 2 contra el PFC Montana en el Estadio Ivaylo en donde fue titular y jugó hasta el minuto 73. En la Segunda Liga de Bulgaria 2021-22 jugó 8 partidos 8 partidos y anotó 1 gol.

### FC Spartak Varna
El 6 de junio de 2022 fue anunciado como nuevo jugador el FC Spartak Varna. Debutó con el club el 27 de agosto de 2022 en la derrota 3 a 2 contra el Lokomotiv Sofía en el Estadio Lokomotiv en donde fue suplente y entró al minuto 91 por Zdravko Dimitrov. En la Copa de Bulgaria 2022-23 jugó 3 partidos. En la Primera Liga de Bulgaria 2022-23 jugó 23 partidos y anotó 1 gol quedó en la última posición y con eso descendió. En la Copa de Bulgaria 2023-24 jugó 2 partidos, fue campeón de la Segunda Liga de Bulgaria 2023-24 en donde jugó 27 partidos y anotó 6 goles.

## Selección nacional

### Selección absoluta
Debutó con la selección absoluta de Panamá el 28 de enero de 2021 en el empate 0 a 0 contra Serbia en el Estadio Rommel Fernández en donde fue suplente y entró al minuto 58 por Misael Acosta.

## Clubes
| Club                    | País     | Año             |
| ----------------------- | -------- | --------------- |
| Alianza FC              | Panamá   | 2013 - 2018     |
| CA Independiente        | Panamá   | 2018 - 2019     |
| Deportivo Pasto         | Colombia | 2019            |
| Alianza Petrolera       | Colombia | 2020            |
| SFC Etar Veliko Tarnovo | Bulgaria | 2021 - 2022     |
| CA Independiente        | Panamá   | 2022            |
| SFC Etar Veliko Tarnovo | Bulgaria | 2022            |
| FC Spartak Varna        | Bulgaria | 2022 - Presente |

## Palmarés

### Títulos nacionales
| Título           | Club             | País   | Año    |
| ---------------- | ---------------- | ------ | ------ |
| Primera División | CA Independiente | Panamá | 2019-C |